# Orckali
Orckali (gruzínsky ორწყალი) je řeka v Gruzii, v historické oblasti Tušetie. Pramení na severním svahu Hlavního kavkazského hřebene, tvoří pravý přítok řeky Thušská Alazani.
Název řeky v gruzínském překladu znamená „dvojřečí“ nebo „dvě řeky“.

## Geografie
Orckali pramení na severním svahu hory Schamoana nedaleko od průsmyku Abano. Teče v severovýchodmín směru horskou soutěskou. Ústí zprava do Thušské Alazani.